# Cassephyra venata
Cassephyra venata là một loài bướm đêm trong họ Geometridae.